# Areus I.
Areus I. (altgriechisch Ἀρεύς Areús, † 265 v. Chr.) war König von Sparta. Er regierte 44 Jahre von 309 bis 265 v. Chr.

## Thronfolge
Areus war Sohn des Akrotatos, des ältesten Sohnes des Königs Kleomenes II. aus dem Haus der Agiaden. Da Akrotatos vor Kleomenes starb, kam es nach dem Tode des Königs 309 v. Chr. zwischen Areus und Kleonymos zu Streitigkeiten um die Thronfolge. Die Gerusia entschied, dass Areus König werden sollte, und die Ephoren statteten Kleonymos mit allerlei Machtbefugnissen aus, damit er nicht Spartas Feind werde.

## Kriege
280 v. Chr. hatte sich ein griechisches Bündnis auf Initiative Spartas gebildet. Man wollte sich zusammen mit dem Verbündeten Ptolemaios Keraunos von der Vorherrschaft des Antigonos II. Gonatas befreien. Zunächst fiel Areus als Heerführer mit spartanischen und alliierten Truppen in Ätolien ein und verwüstete das Kirrhenische Land, das die Ätolier, obwohl es heiliges Land des Apollon war, landwirtschaftlich nutzten. 500 ätolische Hirten schlossen sich zusammen und verfolgten die zerstreuten Angreifer und töteten angeblich 9000 von ihnen, die anderen flohen. Ein zweiter Feldzug gegen die Ätolier scheiterte daran, dass man vermutete, Sparta wolle Griechenland nicht befreien, sondern selbst beherrschen. Die Verbündeten schickten deshalb keine Kontingente.
272 v. Chr. setzte Areus nach Kreta über, um die Gortyner militärisch zu unterstützen. Die Abwesenheit Areus’ nützte Kleonymos und drängte Pyrrhos von Epirus zum Angriff auf Sparta. Pyrrhos fiel in Lakonien ein und verwüstete das Land. Es gelang ihm aber nicht, die Stadt Sparta zu erobern. Als Areus mit 2000 Soldaten zurückkehrte, zog Pyrrhus ab und wandte sich gegen Argos. Hier wurde er im Kampf mit Antigonos getötet.

## Chremonideischer Krieg
Als Ptolemaios II. Philadelphos 267 v. Chr. gegen Athen zog, um es aus der Gewalt des Antigonos zu befreien, unterstützte ihn Areus dabei. Doch die Truppen des Gegners setzten ihnen stark zu, so dass sie sich schließlich zurückzogen. Areus fiel 265 v. Chr. nahe Korinth im Kampf mit Antigonos. Sein Sohn Akrotatos wurde sein Nachfolger. In Olympia wurden Areus zu Ehren zwei Standbilder und ein Reiterbild von den Eleern geweiht. Areus soll einen Brief an den jüdischen Hohepriester Onias I. geschrieben haben.